# Issia
Issia  est une ville de Côte d'Ivoire, située au centre-ouest du pays, dans la région du Haut-Sassandra, dite Boucle du cacao, proche de Gagnoa, Vavoua et Daloa. 

## Administration
Une loi de 1978 a institué 27 communes de plein exercice sur le territoire du pays. Ladite ville est située au Nord-Est d'Abidjan, précisement à 384 Km.

## Personnages liées à cette ville
Abdoul Karim Sango, ancien ministre de la culture, des Arts et du Tourisme du Burkina Faso, y est né.  
| Date d'élection | Identité            | Parti    | Qualité         | Statut |
| --------------- | ------------------- | -------- | --------------- | ------ |
| 1960            |                     | PDCI-RDA | Homme politique | élu    |
| 1980            |                     | PDCI-RDA | Homme politique | élu    |
| 1985            |                     | PDCI-RDA | Homme politique | élu    |
| 1990            |                     | PDCI-RDA | Homme politique | élu    |
| 1995            |                     | RDR      | Femme politique | élu    |
| 2001            | Mme Adèle Dédi Tapé | FPI      | Femme politique | élu    |
| 2013            | Aly Sylla           | RHDP     | Homme politique | élu    |

## Société

### Démographie
| 1975   | Rec. 1988 | Est. 2010 | 2021    |
| ------ | --------- | --------- | ------- |
| 10 863 | 28 525    | 60 508    | 126 252 |

### Éducation
Collège Louis Pasteur,
Collège Union,
Collège Jean 13,
Collège St Trinité,
Collège le Rocher,
Collège des Professeurs,
Collège privé divine providence constituent les principaux établissements secondaires de la ville.

### Sports
La ville dispose d'un club de football, le Issia Wazi, vainqueur de la Coupe de Côte d'Ivoire de football en 2006 et, finaliste en 2007 et qui évolue en MTN Ligue 1. Il dispute ses matchs sur le terrain du stade municipal, comportant 3000 places.
Comme dans la plupart des villes du pays, il est organisé, de façon informelle, des tournois de football à 7 joueurs qui, très populaires en Côte d'Ivoire, sont dénommés Maracanas.
Il faut noter aussi que des équipes de football se constituent dans chaque village faisant partie de la commune, et participent à plusieurs tournois organisés par des personnalités ou des ivoiriens résidents à l'étranger.

### Paroisse
Les lieux de cultes catholiques dépendent de la paroisse Notre-Dame-de-Lourdes, au sein du diocèse de Daloa.

### Sanctuaire Notre-Dame-de-la-Délivrance
Le monument principal de la ville est le Sanctuaire fondé en 1990 par l'Église catholique au pied du grand rocher de la ville, avec une source à laquelle viennent puiser les croyants de toutes confessions. Les foules s'y rendent de toute la Côte d'Ivoire et des pays voisins, en particulier aux trois grands pèlerinages annuels : le dimanche de la Miséricorde (une semaine après Pâques), à la Pentecôte et à l'Assomption (15 août). On trouve de nombreuses explications sur le site du sanctuaire.

## Personnalités liées à la commune
- Patrice Zéré (né en 1970), footballeur international ivoirien, est né à Issia.
- Yves Bissouma, footballeur malien est né à Issia en 1996.
- Ismaël Guiré(né le 29 janvier 2008)est né à Issia